# يانا تيل
يانا تيل (بالألمانية: Jana Thiel)‏ (و. 1971 – 2016 م) هي مقدمة تلفزيونية، وصحفية من ألمانيا، وألمانيا الشرقية، ولدت في بايتس، توفيت في هايدلبرغ، عن عمر يناهز 45 عاماً.